# Agrochola
Agrochola is een geslacht van nachtvlinders uit de familie Noctuidae. De soorten vliegen veelal in het najaar.

## Soorten
- A. agnorista Boursin, 1955
- A. albimacula Kononenko, 1978
- A. albirena Boursin, 1956
- A. antiqua (Hacker, 1993)
- A. approximata Hampson, 1905
- A. attila Hreblay & Ronkay, 1999
- A. azerica Ronkay & Gyulai, 1997
- A. bicolorago Guenée, 1852
- A. blidaensis (Stertz, 1915)
- A. circellaris

Bruine herfstuil (Hufnagel, 1766)
- A. consueta (Herrich-Schäffer, 1852)
- A. decipiens Grote, 1881
- A. deleta (Staudinger, 1882)
- A. disrupta Wiltshire, 1952
- A. dubatolovi Varga & Ronkay, 1991
- A. egorovi Bang-Haas, 1934
- A. evelina Butler, 1879
- A. fibigeri Hacker & Moberg, 1989
- A. flavirena Moore, 1881
- A. gorza Hreblay & Ronkay, 1999
- A. gratiosa (Staudinger, 1882)
- A. haematidea (Duponchel, 1827)
- A. helvola (Linnaeus, 1758) - roodachtige herfstuil
- A. humilis (Denis & Schiffermüller, 1775)
- A. hypotaenia Bytinsky-Salz, 1936
- A. imitana Ronkay, 1984
- A. imitata Ronkay, 1984
- A. insularis (Walker, 1875)
- A. janhillmanni (Hacker & Moberg, 1989)
- A. karma Hreblay, Peregovits & Ronkay, 1999
- A. kindermanni (Fischer von Röslerstamm, [1841])
- A. kindermannii (Fischer v. Roslerstamm, 1837)
- A. kosagezai Hreblay, Peregovits & Ronkay, 1999
- A. kunandrasi Hreblay & Ronkay, 1999
- A. lactiflora Draudt, 1934
- A. laevis (Hübner, 1803)
- A. leptographa Hacker & Ronkay, 1990
- A. litura (Linnaeus, 1761) - zwartgevlekte herfstuil
- A. lota

Zwartstipvlinder (Clerck, 1759)
- A. lunosa

Maansikkeluil (Haworth, 1809)
- A. luteogrisea (Warren, 1911)
- A. lychnidis

Variabele herfstuil (Denis & Schiffermüller, 1775)
- A. lynchnidis Schiffermüller, 1776
- A. macilenta

Geelbruine herfstuil Hübner, 1809
- A. mansueta (Herrich-Schäffer, 1850)
- A. meridionalis (Staudinger, 1871)
- A. miastigma Dyar, 1919
- A. minorata Hreblay & Ronkay, 1999
- A. naumanni Hacker & Ronkay, 1990
- A. nekrasovi Hacker & Ronkay, 1992
- A. nigriclava Boursin, 1957
- A. nitida

Roodbruine herfstuil (Denis & Schiffermüller, 1775)
- A. occulta Hacker, [1997]
- A. orejoni Agenjo, 1951

- A. orientalis Fibiger, 1997
- A. oropotamica Wiltshire, 1941
- A. osthelderi Boursin, 1951
- A. pallidilinea Hreblay, Peregovits & Ronkay, 1999
- A. pamiricola Hacker & Ronkay, 1992
- A. pauli Staudinger, 1891
- A. phaeosoma Hampson, 1905
- A. pistacinoides (d'Aubuisson, 1867)
- A. plumbea Wiltshire, 1941
- A. plumbitincta Hreblay, Peregovits & Ronkay, 1999
- A. prolai Berio, 1976
- A. pulchella (Smith, 1900)
- A. pulvis Guenée, 1852
- A. punctilinea Hreblay & Ronkay, 1999
- A. purpurea (Grote, 1874)
- A. rufescentior Rothschild, 1914
- A. rupicapra (Staudinger, 1879)
- A. sairtana Derra, 1990
- A. sakabei Sugi, 1980
- A. scabra Staudinger, 1891
- A. schreieri Hacker & Weigert, 1986
- A. semirena (Draudt, 1950)
- A. siamica Hreblay & Ronkay, 1999
- A. spectabilis Hacker & Ronkay, 1990
- A. statira Boursin, 1960
- A. staudingeri Ronkay, 1984
- A. straminea Smith, 1907
- A. telortoides Hreblay & Ronkay, 1999
- A. thurneri Boursin, 1953
- A. trapezoides Staudinger, 1882
- A. tripolensis Hampson, 1914
- A. turcomanica Ronkay, Varga & Hreblay, 1998
- A. turneri Boursin, 1953
- A. verberata Smith, 1904
- A. vulpecula (Lederer, 1853)
- A. wautieri Dufay, 1975
- A. wolfsclaegeri Boursin, 1953
- A. wolfschlägeri Boursin, 1953
- A. zita Hreblay & Ronkay, 1999

De volgende soorten worden weleens in het geslacht Sunira onderverdeeld, anderen zien Sunira dan weer als een ondergeslacht van Agrochola:
- Agrochola bicolorago (Guenée, 1852)
- Agrochola decipiens (Grote, 1881)
- Agrochola straminea (Smith, 1907)
- Agrochola verberata (Smith, 1904)

### Foto's

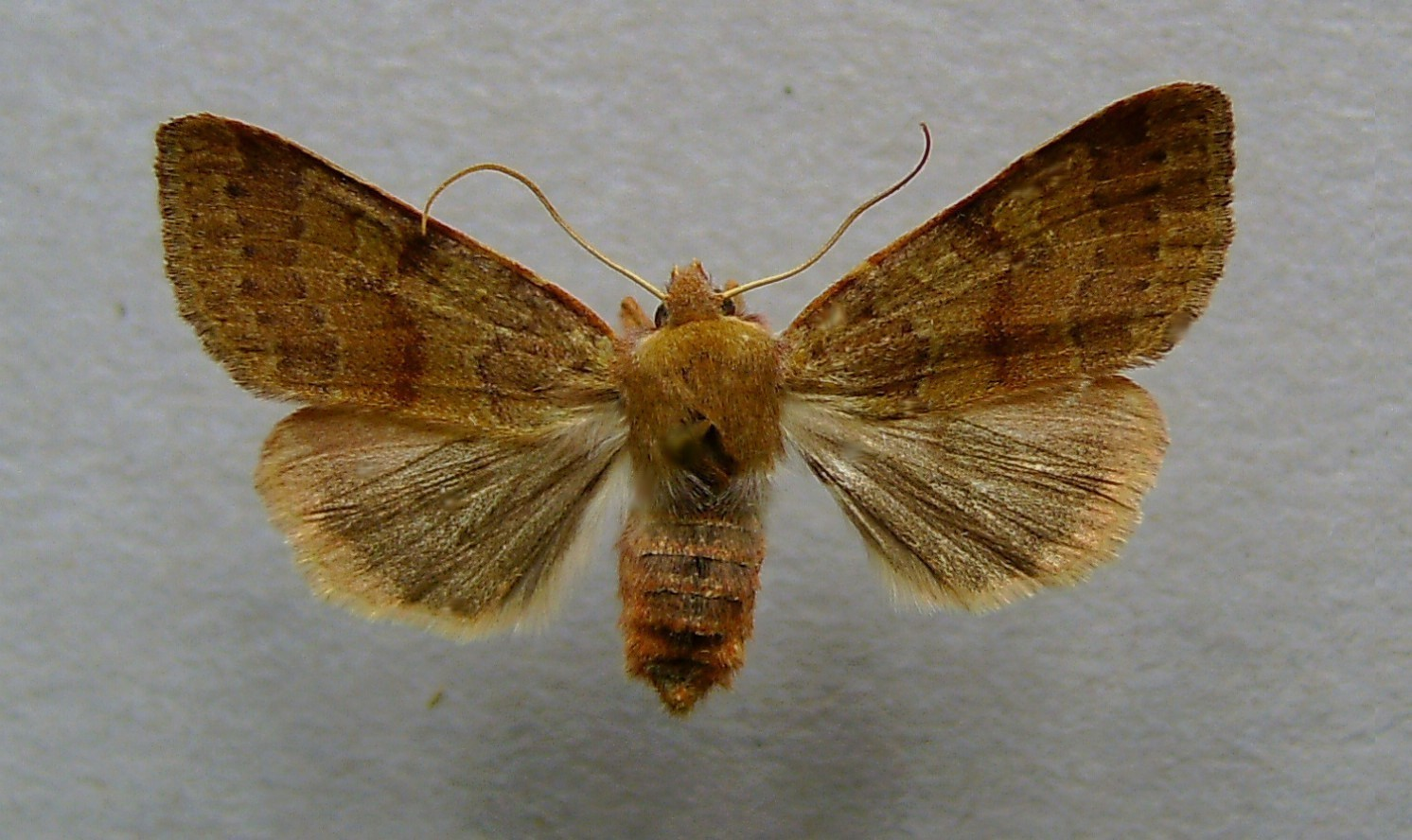
Agrochola helvola Roodachtige herfstuil
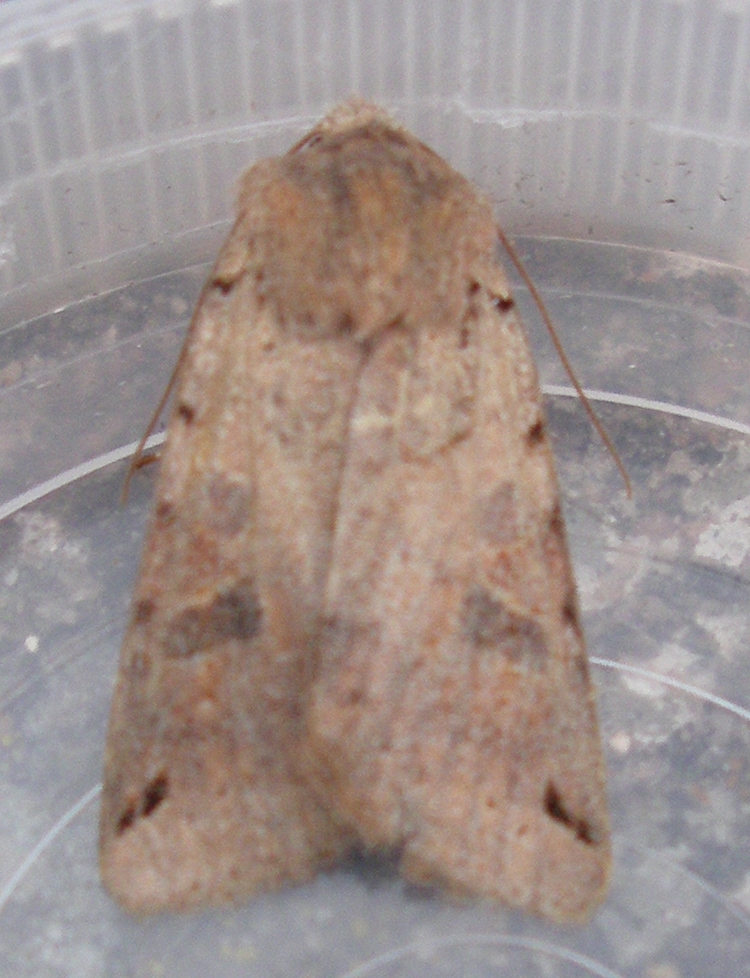
Agrochola litura Zwartgevlekte herfstuil
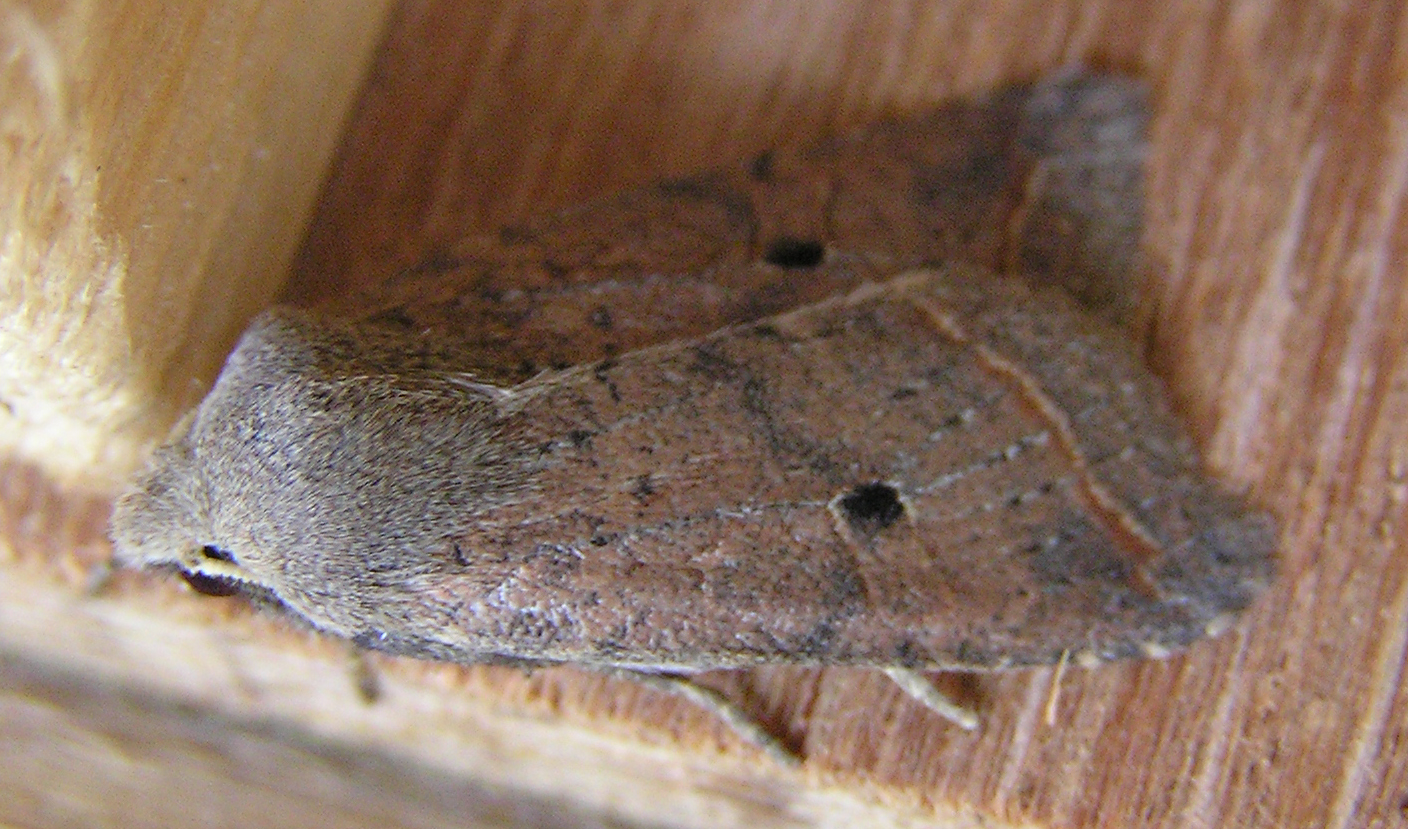
Agrochola lota Zwartstipvlinder
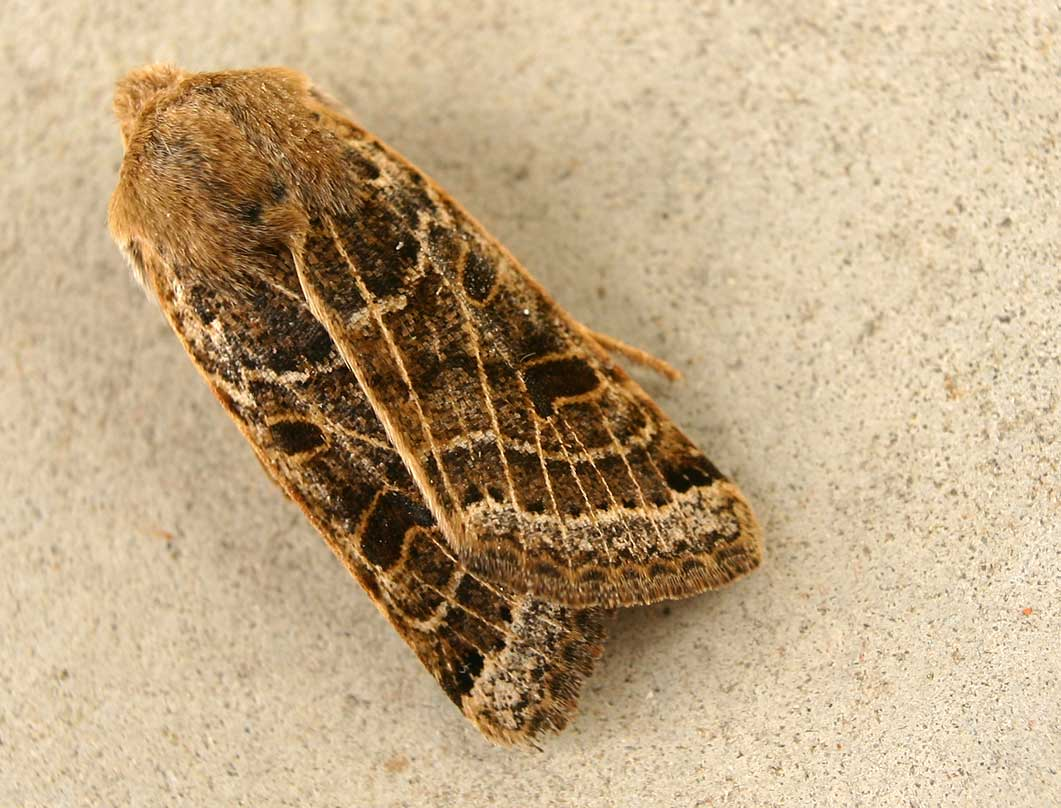
Agrochola lunosa Maansikkeluil
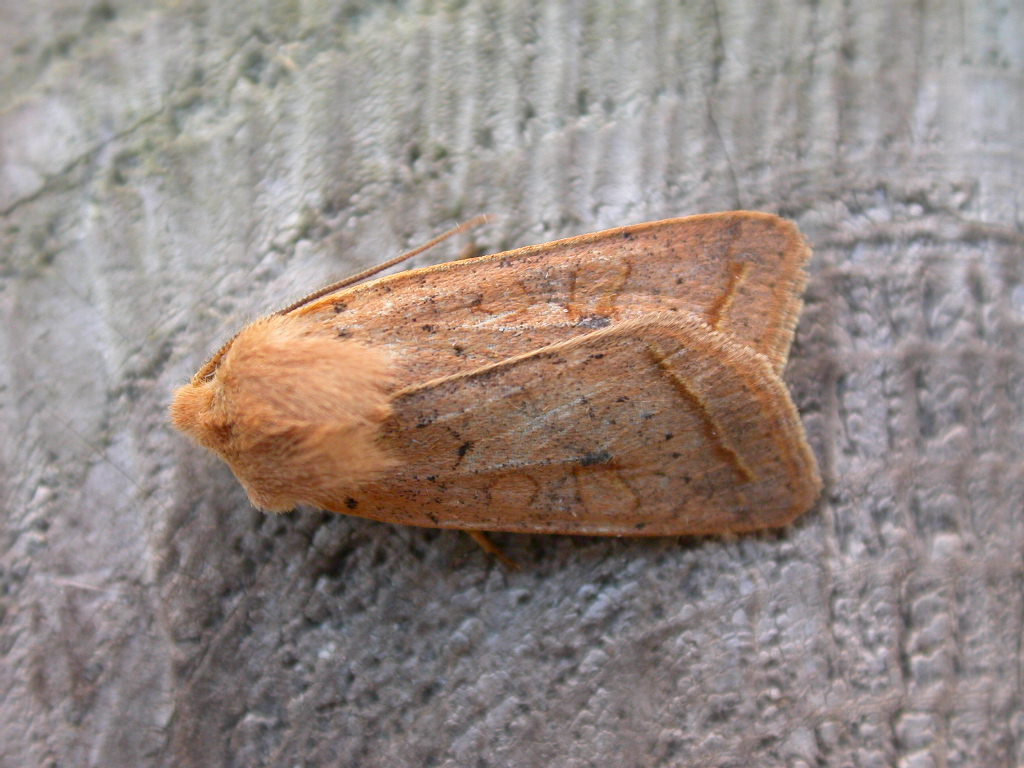
Agrochola macilenta Geelbruine herfstuil
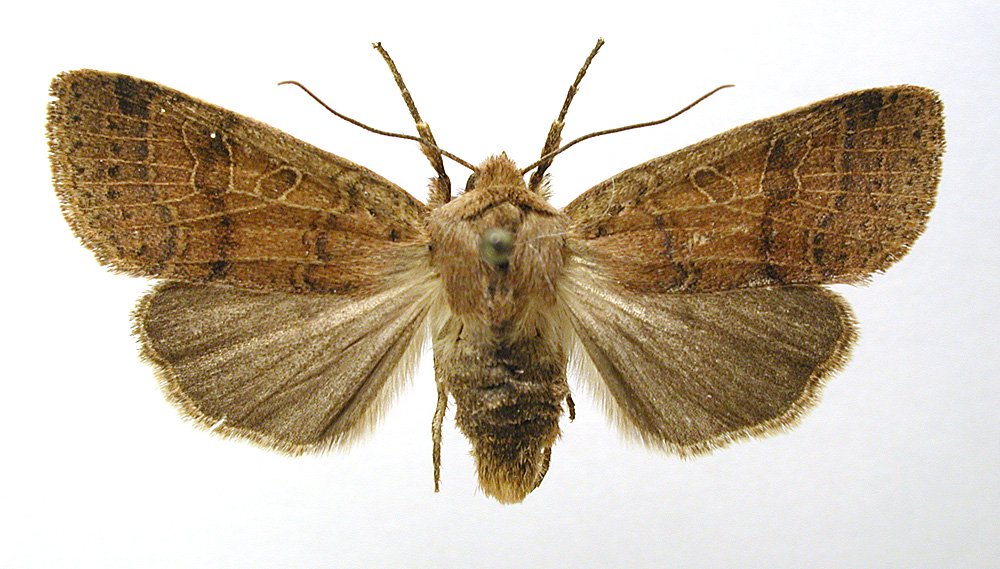
Agrochola nitida Roodbruine herfstuil